# Safia Salih
Safia Salih, née le 16 mars 2001, est une taekwondoïste marocaine.

## Carrière
Elle remporte la médaille d'argent des Jeux olympiques de la jeunesse de 2018 à Buenos Aires dans la catégorie des moins de 55 kg.
Aux Jeux africains de 2019, elle remporte la médaille d'or en moins de 62 kg.
Elle est médaillée d'or des moins de 62 kg aux Championnats d'Afrique 2022 à Kigali puis médaillée de bronze dans la catégorie des moins de 67 kg aux Championnats d'Afrique de taekwondo 2023 à Abidjan et aux Jeux africains de 2023 à Accra.